# Mobilizacija
Mobilizacija je dejanje zbiranja in priprave vojaških enot in zalog za vojno. Beseda mobilizacija je bila v vojaškem kontekstu kontekstu prvič uporabljena v 50. letih 19. stoletja v opisu pripravljanja pruske vojske. Teorije in taktike mobilizacije so se od takrat nenehno spreminjale. Nasprotno dejanje mobilizaciji je demobilizacija.
Mobilizacija je postala problem z uvedbo vojaškega roka in uvedbo železnice v 19. stoletju. Mobilizacija je institucionalizirala množično naborništvo, ki je bila prvič uvedena med francosko revolucijo. Številne tehnološke in družbene spremembe so spodbudile premik k bolj organiziranemu načinu. Ti so vključevali telegraf za zagotavljanje hitre komunikacije, železnice za zagotavljanje hitrega premikanja in koncentracije čet ter vpoklic za zagotovitev usposobljenih rezerv vojakov v primeru vojne.